# Demokratické shromáždění
Demokratické shromáždění (řecky: Δημοκρατικός Συναγερμός, Dimokratikós Sinayermós), zkratkou DISY, je kyperská středopravicová politická strana. Předsedou strany se v únoru 2013 stal Averof Neofytou.
Strana byla založena 4. července 1976 politikem Glafkosem Kleridem, Glafkos byl kyperským prezidentem mezi lety 1993 a 2003.
DISY je členem Evropské lidové strany (EPP). Ve volbách do Evropského parlamentu v roce 2004 strana získala 28,2% hlasů a získala dva europoslance, těmi jsou Ioannis Casoulides a Panayiotis Demetriou.
Vedení Demokratického shromáždění podporovalo Annanův plán reunifikace Kypru. Po odmítnutí plánu čtyři poslanci (Sillouris, Prodromou, Erotokritou, Taramoundas), kteří byli ve stranické opozici, byli vyloučeni a množství členů stranu opustilo. Vyloučení poslanci založili založili Evropskou stranu. Zakládající předseda strany Yiannakis Matsis vytvořil pro volby do Evropského parlamentu koalici Pro Evropu. Matsis získal křeslo v Evropském parlamentu a vstoupil do frakce EPP.
Ve volbách 21. května 2006 strana získala 30,3% hlasů a 18 z 56 křesel.
Dne 24. února 2013 vyhrál předseda strany Nikos Anastasiadis prezidentské volby a od 28. února se ujal úřadu kyperského prezidenta.